# Összekötő Vasútibrug

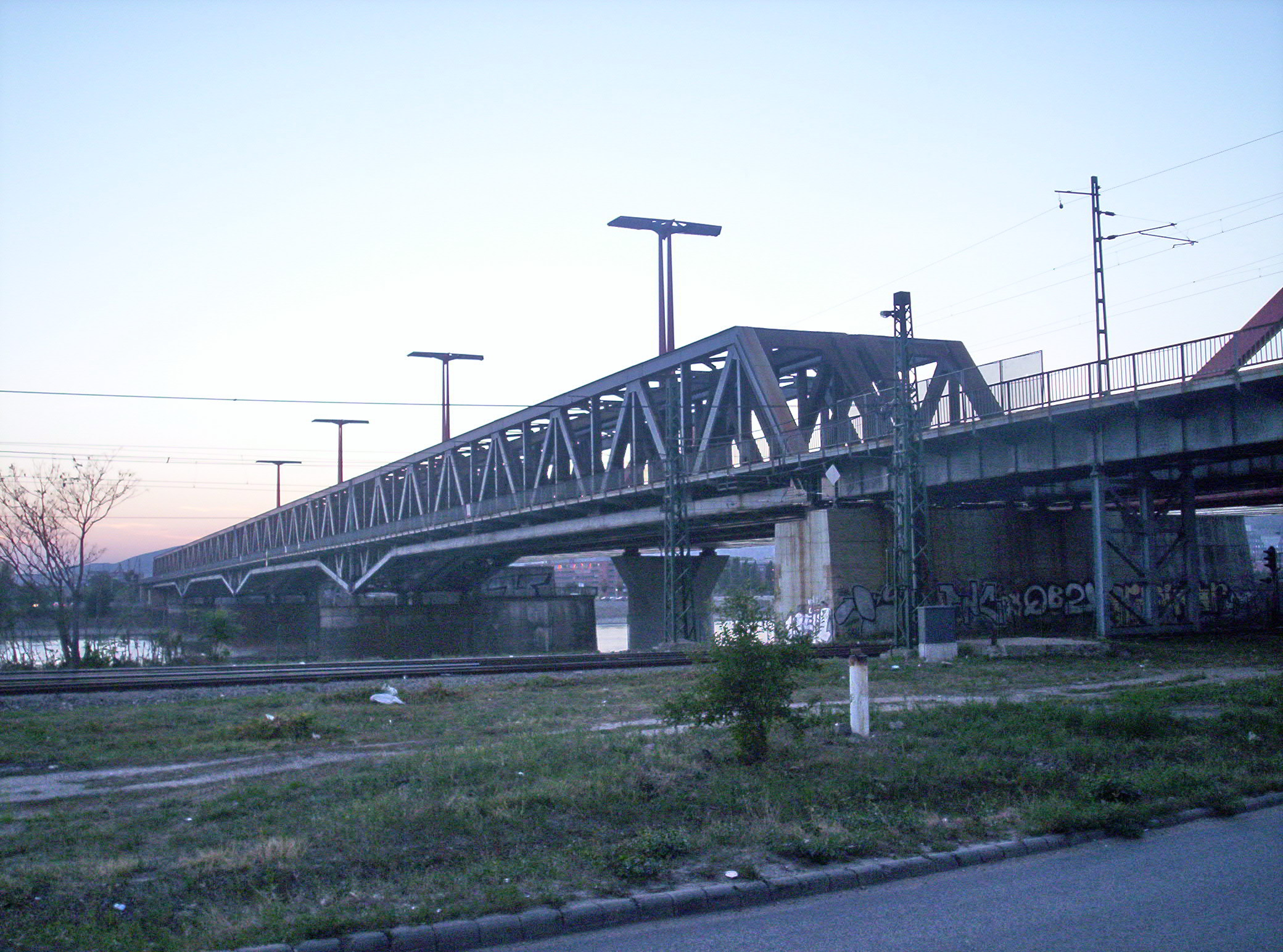
Déli összekötő vasúti híd op de achtergrond is Lágymányosibrug zichtbaar

De Összekötő Vasútibrug (Verbindings Spoorbrug) is, in de stroomrichting, de negende brug over de Donau in Boedapest en ligt aan de zuidkant buiten het centrum van de stad. Deze spoorwegbrug (vasúti híd - uitsp: wasjoetii hiid) van 477 meter maakt onderdeel uit van de ringspoorlijn van Boedapest en verbindt de stations Kelenföld en Ferencváros.

## Geschiedenis
In de jaren 60 van de negentiende eeuw hadden de drie spoorwegmaatschappijen ieder een eigen kopstation in Boedapest zonder dat deze onderling verbonden waren. Onder leiding van de Koninklijke Hongaarse Staatsspoorwegen werden de mogelijkheden van een ringspoorlijn onderzocht om de verschillende spoorwegen te verbinden. In 1868-1869 werd een brug voorgesteld met overspanningen variërend tussen de 94 en 116 meter. Na een onderbreking werd het project in 1871 weer opgepakt en werden vijf verschillende ontwerpen voor de brug beoordeeld. De bouw werd in 1872 door het parlement goedgekeurd.

## De bruggen

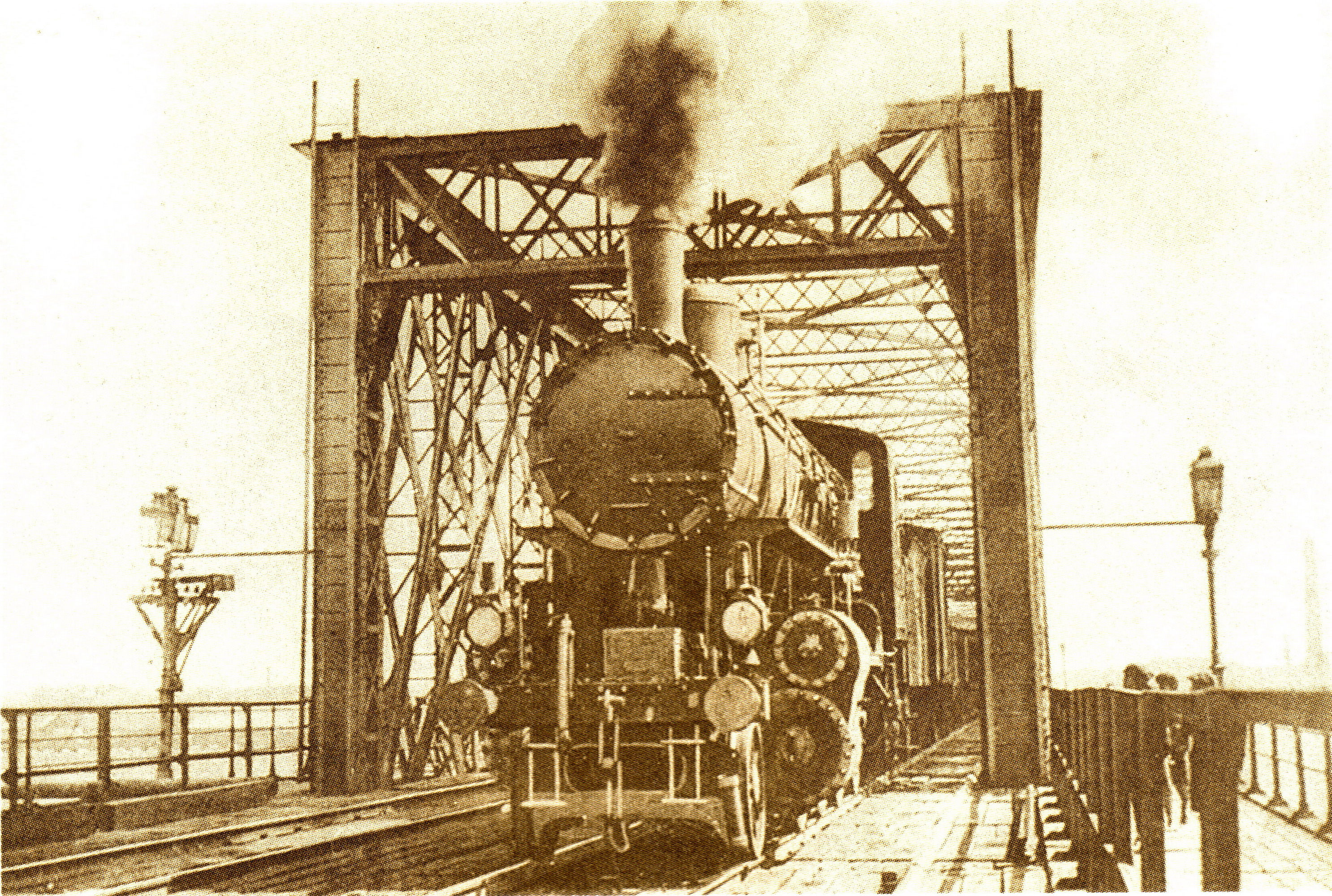
De eerste brug (1877-1913)

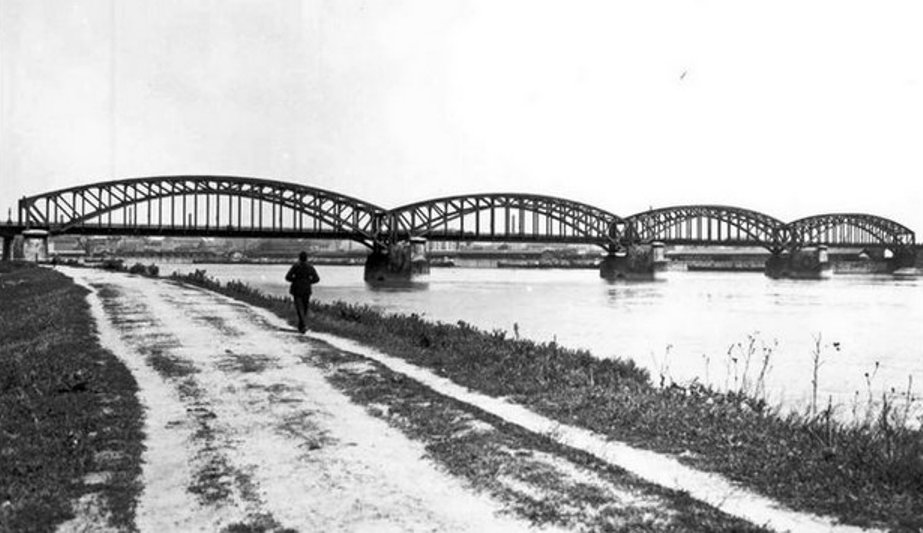
De tweede brug (1913-1944)

De bouw van de eerste brug begon op 29 september 1873, de belastingsproef vond plaats in januari 1876 en op 23 oktober 1877 kon de dubbelsporige brug door het treinverkeer in gebruik genomen worden. De toename van het treinverkeer en dus de belasting van de brug alsmede corrosie was aanleiding om begin twintigste eeuw tot versterking en uiteindelijk vernieuwing van de brug over te gaan. In 1913 resulteerde dit in een nieuwe boogbrug met vier overspanningen. Deze tweede brug is tijdens bombardementen in 1944 beschadigd en vervolgens op 31 december 1944 door Duitse troepen opgeblazen. In 1946 werd een hulpbrug geplaatst en is begonnen met de herbouw van de spoorbrug. De huidige spoorbrug bestaat uit twee enkelsporige constructies, het noordelijke spoor werd in 1948, het zuidelijke in 1953 voltooid. De hulpbrug is in 1953 afgebroken en hergebruikt voor de Újpestbrug, de spoorbrug aan de noordkant van de stad.

## Verkeer
De brug vormt een belangrijke schakel tussen het westelijke en oostelijke deel van het Hongaarse spoorwegnet, alsmede voor de spoorverbinding tussen Wenen en Boekarest.
Deze spoorlijn wordt intensief gebruikt door passagierstreinen en diverse goederentreinen. Ze verbindt eveneens de noordelijke spoorlijnen van de stad met andere grote en buitenlandse steden.